# Canal Street (metropolitana di New York)
Canal Street è una stazione della metropolitana di New York. Il complesso è costituito da tre distinte stazioni, situate sulle linee BMT Broadway, IRT Lexington Avenue e BMT Nassau Street. Tuttavia, mentre le stazioni sulle linee BMT furono collegate sino dalla loro apertura, il collegamento con la stazione della linea IRT risale al 1978.
Nel 2015 la stazione è stata utilizzata da 15 104 077 passeggeri, risultando la diciottesima più trafficata della rete.

## Storia
La stazione sull'attuale linea IRT Lexington Avenue fu aperta il 27 ottobre 1904, come parte della prima linea sotterranea dell'Interborough Rapid Transit Company da 145th Street a City Hall. Il 4 agosto 1913 fu invece la volta della stazione sulla linea BMT Nassau Street, all'epoca nota come Centre Street Loop Subway.
Il 4 settembre 1917 venne quindi aperto il livello inferiore della stazione sulla linea BMT Broadway, e poco dopo, il 5 febbraio 1918, in seguito al prolungamento della linea verso sud, anche il livello superiore.
Negli anni 1950, la stazione sulla linea Lexington Avenue subì una serie di lavori che portarono all'allungamento delle banchine; stessa sorte toccò alla stazione sulla linea Broadway tra anni 1960 e 1970, quando fu sottoposta ad una massiccia ristrutturazione. In seguito, tra il 1999 e il 2004, l'intero complesso è stato nuovamente ristrutturato.

## Strutture e impianti
La stazione sulla linea IRT Lexington Avenue è una stazione con quattro binari e due banchine laterali. Quando le banchine furono allungate negli anni 1950, le nuove sezioni furono rivestite con piastrelle diverse da quelle d'inizio 900, in origine verdi e dopo la ristrutturazione del 1999-2004 bianche. È posta sotto Lafayette Street, ad un profondità di 6 metri.

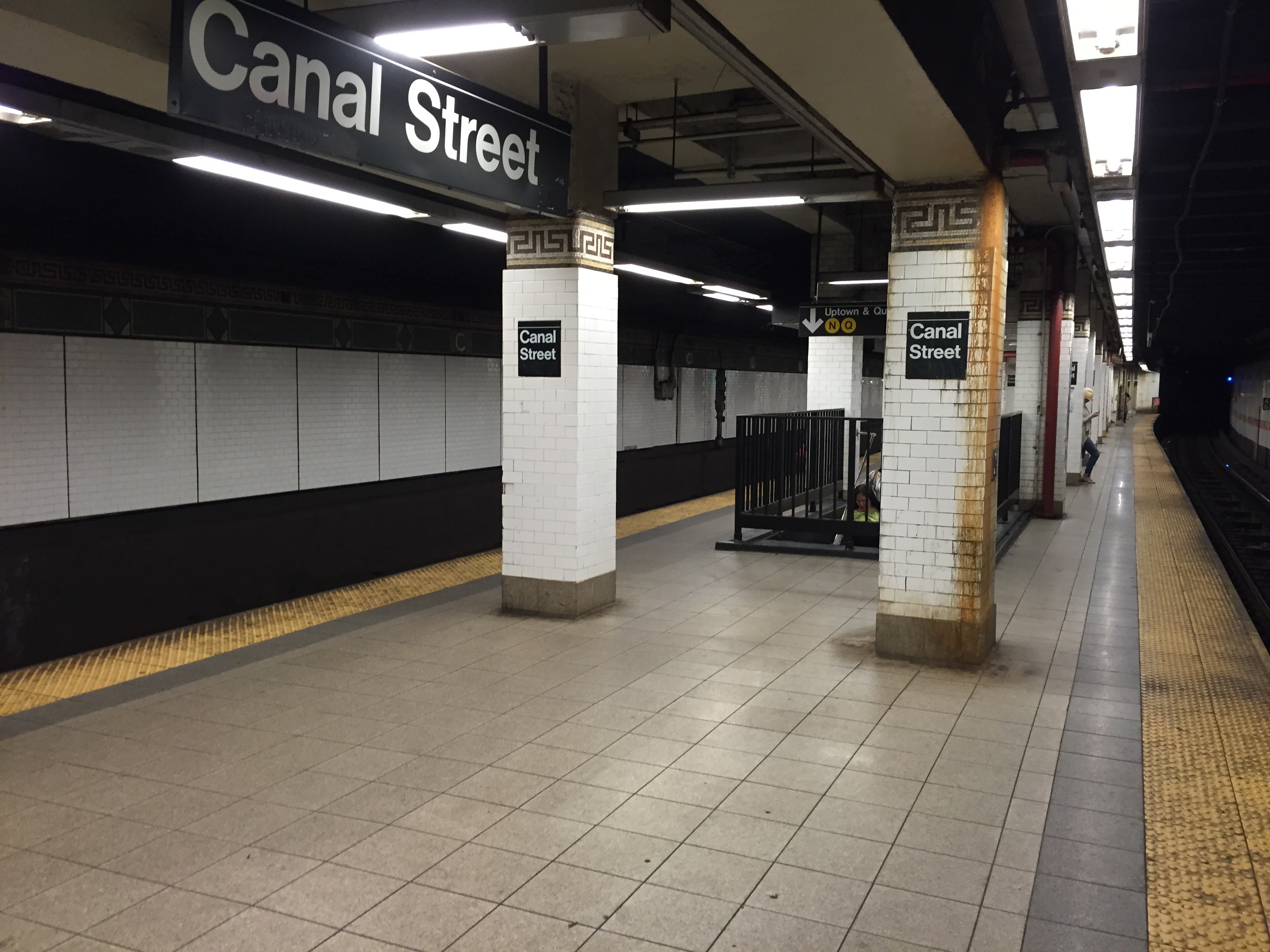
Banchina della linea Nassau Street

La stazione sulla linea BMT Nassau Street è invece una stazione sotterranea con tre binari e due banchine ad isola, anche se a partire dal 2004 solo una delle due è utilizzata per il regolare servizio passeggeri. È posizionata al di sotto di Centre Street, a circa 6 metri di profondità.
Infine, la stazione sulla linea BMT Broadway è una stazione a due livelli, disposti quasi perpendicolarmente tra di loro. Il livello superiore è dotato di quattro binari e due banchine laterali ed è posto sotto Broadway ad un profondità di circa 12 metri. Negli anni 1970, è stato rinnovato con l'installazione di nuove piastrelle anni 70 e lampade fluorescenti. I rivestimenti originari sono stati poi ripristinati con la ristrutturazione del 2001, che portò anche all'installazione di un nuovo sistema sonoro per gli annunci, di nuove luci e di nuove indicazioni.
Il livello inferiore possiede invece due binari e due banchine ad isola ed è posto sotto Canal Street a circa 15 metri di profondità. A partire dal 1988, a causa del progetto di ricostruzione dei binari sul ponte di Manhattan, il livello inferiore è rimasto chiuso ed utilizzato esclusivamente come connessione tra il livello superiore e la stazione sulla linea Nassau Street. Il livello fu, frattanto, rinnovato con l'installazione di nuove piastrelle, indicazione, luci e sedute, per poi riaprire il 22 luglio 2001.

## Movimento
La stazione è servita dai treni di nove services della metropolitana di New York:
- Linea 4 Lexington Avenue Express, attiva solo di notte;[11]
- Linea 6 Lexington Avenue and Pelham Local, sempre attiva;[12]
- Linea 6 Lexington Avenue Local and Pelham Express, attiva solo nelle ore di punta nella direzione di picco;[12]
- Linea J Nassau Street Local, sempre attiva;[13]
- Linea N Broadway Express, sempre attiva;[14]
- Linea Q Broadway Express, sempre attiva;[15]
- Linea R Broadway Local, sempre attiva, tranne di notte;[16]
- Linea W Broadway Local, attiva solo nei giorni feriali esclusa la notte;[17]
- Linea Z Nassau Street Express, attiva solo nelle ore di punta nella direzione di massimo afflusso.[13]

## Interscambi
La stazione è servita da diverse autolinee gestite da NYCT Bus.
- Fermata autobus